# Deutsche Beteiligung am Amerikanischen Unabhängigkeitskrieg
Die deutsche Beteiligung am Amerikanischen Unabhängigkeitskrieg von 1775 bis 1783 erstreckte sich über die gesamte Dauer des Konflikts und wurde von verschiedenen Interessen geleitet. Der größere Anteil von Personen deutscher Herkunft nahm auf Seiten der britischen Armee als vermietete, reguläre Soldaten aktiv an den Kampfhandlungen teil. Diese wurden von den Amerikanern allgemein „Hessen“ genannt, da die Landgrafschaft von Hessen-Kassel die meisten Soldaten entsandte. Der kleinere Teil kämpfte auf Seiten der amerikanischen, kontinentalen Armee für die Unabhängigkeit von der britischen Krone. Die deutschstämmigen Soldaten und Milizionäre in der Armee George Washingtons waren meist Kolonisten und amerikanische Patrioten. Einige wenige kamen direkt aus ihren deutschen Staaten nach Übersee, um die amerikanische Rebellion gegen die britische Krone zu unterstützen. Der Bekannteste war der Preuße Friedrich Wilhelm von Steuben, der die kontinentale Armee als Generalinspekteur erfolgreich reorganisierte.

## Britische Alliierte
| Insgesamt lieferte     | Soldaten insgesamt | zurück | nicht zurück |
| Hessen-Kassel          | 16.992             | 10.492 | 06.500       |
| Braunschweig-Lüneburg: | 05.723             | 02.708 | 03.015       |
| Hessen-Hanau           | 02.422             | 01.441 | 00981        |
| Ansbach-Bayreuth       | 02.353             | 01.183 | 01.170       |
| Waldeck                | 01.225             | 00505  | 00720        |
| Anhalt-Zerbst          | 01.152             | 00984  | 00168        |
| Gesamtsumme:           | 29.867             | 17.313 | 12.554       |

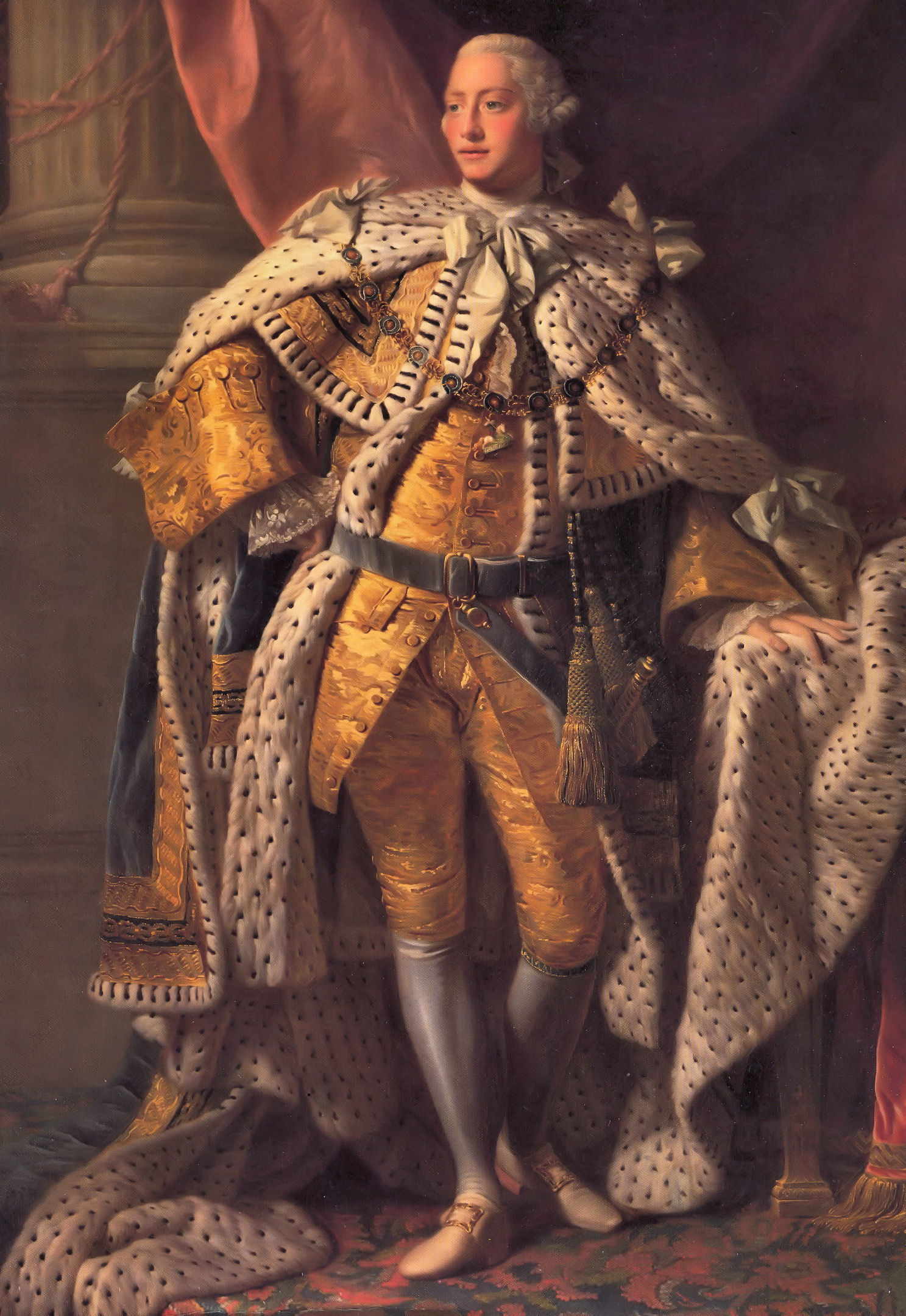
Der britische König Georg III., gleichzeitig Kurfürst von Braunschweig-Lüneburg

Während des Amerikanischen Unabhängigkeitskrieges war das heutige Deutschland in viele Kleinstaaten aufgeteilt, welche sich im überstaatlichen Gebilde des Heiligen Römischen Reiches zusammenfanden. Einige Kleinstaaten unterstützten traditionell die britische Seite, auch weil das britische Königshaus verwandtschaftliche Beziehungen in die Herrscherhäuser mehrerer deutscher Staaten hatte und sich die Interessen ergänzten. Als 1775 in den amerikanischen Kolonien eine Rebellion gegen die britische Krone ausbrach, wurden mit mehreren deutschen Staaten Verträge zur zeitweisen Vermietung von Soldaten abgeschlossen. Die Einnahmen aus diesen sogenannten „Subsidienverträgen“ wurden entgegen der damaligen öffentlichen Meinung nicht nur für die Unterhaltung der Hofstaaten, sondern auch zur Verbesserung der kleinstaatlichen Infrastruktur verwendet.
Zahlreiche Quellen berichten davon, dass die Soldaten der deutschen Staaten besser motiviert waren als ihre britischen Verbündeten. Generell waren die entsendeten Soldaten stolz darauf, für ihren Souverän nach Amerika ins Feld ziehen zu dürfen. Aus heutiger Sicht wirken die Motive der damaligen Zeit fremd und eigenartig, wie der Text eines zeitgenössischen Soldatenliedes aus Hessen-Kassel beweist:
Juchheissa nach Amerika, Dir Deutschland gute Nacht! 
Ihr Hessen, präsentiert’s Gewehr, Der Landgraf kommt zur Wacht. 
Ade, Herr Landgraf Friederich, Du zahlst uns Schnaps und Bier! 
Schießt Arme man und Bein’ uns ab, So zahlt sie England Dir. 
Ihr lausigen Rebellen ihr, Gebt vor uns Hessen Acht! 
Juchheissa nach Amerika, Dir Deutschland gute Nacht.
Durch die fortschreitende Aufklärung wurde die Praxis der Zwangsrekrutierung und Vermietung im Laufe des Krieges zunehmend verurteilt und diese Einstellung von der gegnerischen Partei für ihre Kriegspropaganda verwendet.

### Hessen-Kassel

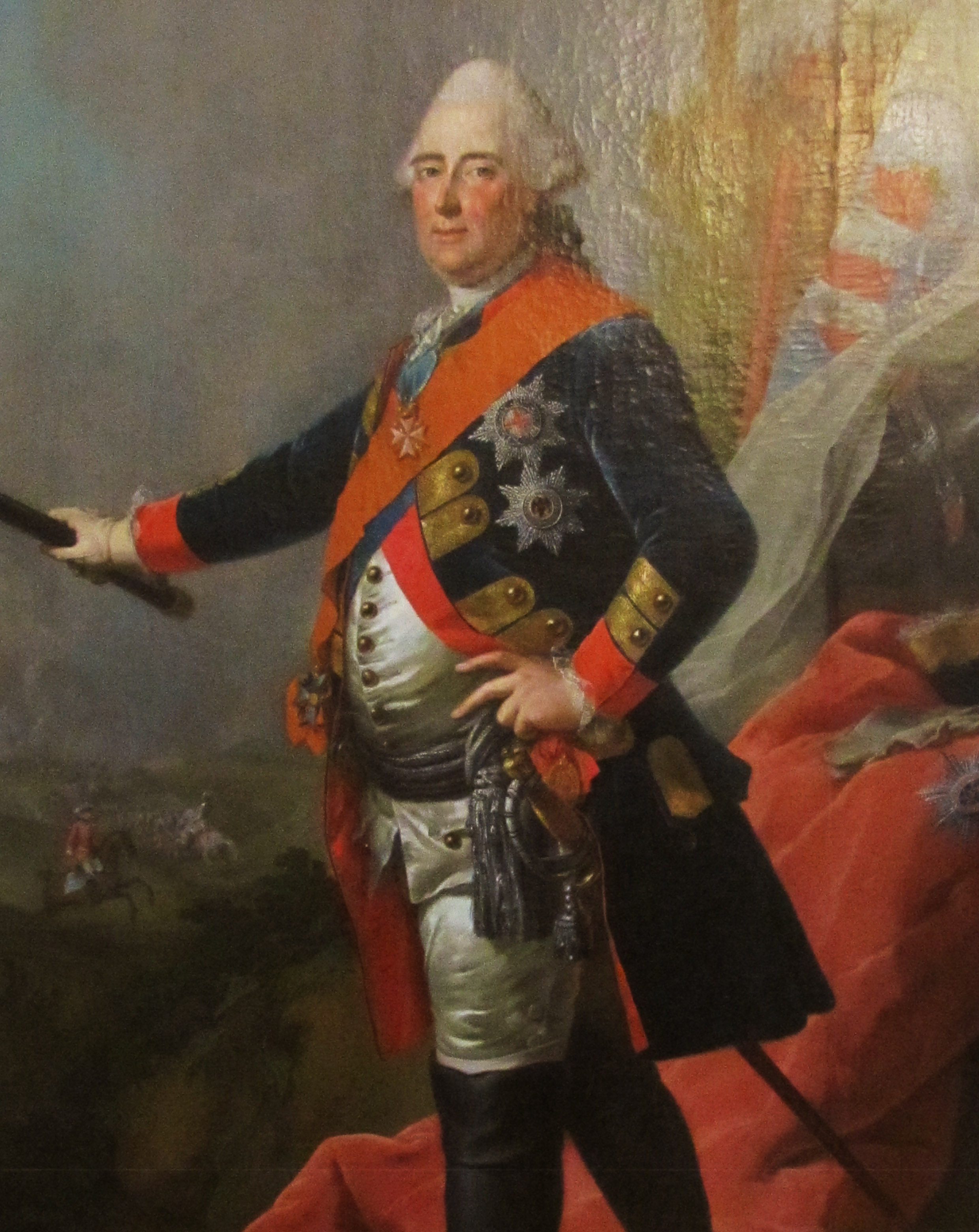
Friedrich II., Landgraf von Hessen-Kassel

Die Landgrafschaft Hessen-Kassel, unter dem Regenten Friedrich II. von Hessen-Kassel (auch: Hessen-Cassel), ein Onkel des britischen Königs Georg III., entsandte zunächst über 12.000 Soldaten in den Krieg nach Nordamerika. Hessen-Kassel schloss einen Subsidienvertrag mit der britischen Krone und verpflichtete sich gegen Entgelt zur Entsendung von fünfzehn Regimentern, vier Grenadier-Bataillonen, zwei Jäger- und drei Artillerie-Kompanien. Hessen-Kassel stellte somit das weitaus größte Kontingent an deutschen Soldaten für die britische Krone. Dies betraf praktisch alle Infanterieregimenter, lediglich die Garderegimenter blieben in Hessen. Speziell die Jäger wurden sorgfältig rekrutiert, gut bezahlt und ausgerüstet, und waren von manuellen Arbeitsdiensten befreit. Jäger erhielten bei erfolgreicher Rekrutierung eine Sonderprämie von einem Louis d’or, welcher auf bis zu vier erhöht wurde, als die hessischen Jägerkompanien einen erhöhten Bedarf an gutausgebildeten Gewehrschützen und Förstern hatten, um gegen die amerikanischen „Riflemen“ zu bestehen.(siehe Einsatz der hessischen Jäger)

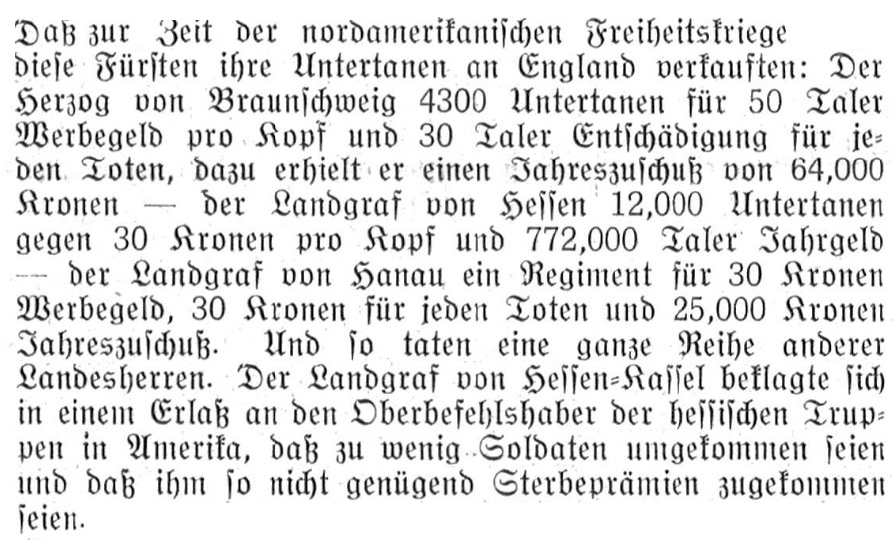
Fürstenabfindungs Rechnung

Wie auch ihre britischen Alliierten hatten die Hessen Probleme, sich an die äußeren Bedingungen des Kriegsschauplatzes anzupassen. Das erste Kontingent ihrer Soldaten litt in großer Zahl an den unterschiedlichsten Krankheiten, was zur Verzögerung des Angriffs auf Long Island führte. Ab dem Jahr 1776 waren hessische Soldaten in die britische Armee in Nordamerika integriert und kämpften in vielen Schlachten und Gefechten, wie z. B. in der ersten Kampagne um New York und New Jersey, der Schlacht um Germantown, der Belagerung von Charleston und als Verteidiger in der finalen Belagerung von Yorktown wo ca. 1.300 deutsche Soldaten in Gefangenschaft gerieten.
Man schätzt, dass Hessen-Kassel insgesamt über 16.000 Soldaten in den Amerikanischen Unabhängigkeitskrieg entsandt, und dabei 6.500 verloren hat. Der hessische Jäger-Offizier und spätere General Adam Ludwig von Ochs zählte 1.800 hessische Gefallene. Der Rest starb an Krankheiten oder desertierte und verblieb nach Kriegsende in Amerika.
Um während des Krieges die Verluste zu ersetzen, mussten ständig weitere Soldaten gewonnen und nach Nordamerika entsandt werden, um die vertraglich vereinbarte Kopfzahl zu halten. Die Verluste auf dem amerikanischen Kontinent konnten nicht sofort ausgeglichen werden, da man monatelang auf den Ersatz aus Europa warten musste. Hessen-Kassel rekrutierte deshalb auch schwarze Sklaven vor Ort als Diener und Soldaten. Insgesamt dienten 115 schwarze Soldaten in hessischen Einheiten, die meisten als Tambour oder Pfeifer zur Übermittlung der Befehle auf dem Schlachtfeld.

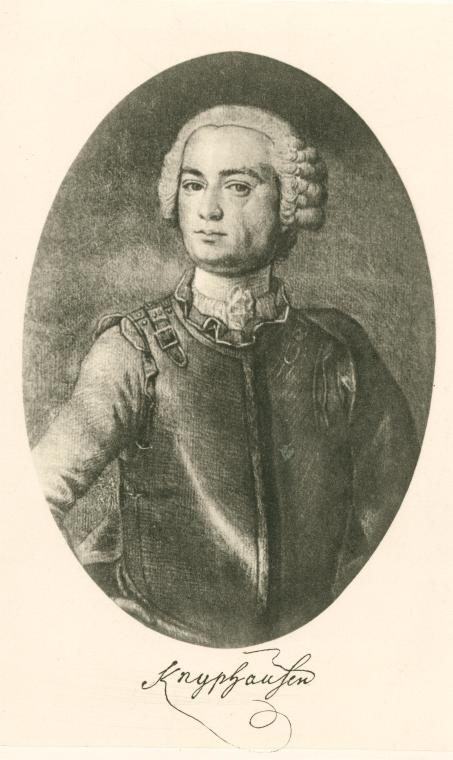
General Wilhelm von Knyphausen

Der bekannteste Offizier aus Hessen-Kassel war General Wilhelm von Knyphausen, welcher seine hessischen Truppen in den meisten Schlachten des Unabhängigkeitskrieges befehligte. Andere bemerkenswerte Offiziere waren Karl Emil von Donop und Oberst Johann Rall, welcher in der Schlacht von Trenton tödlich verwundet wurde. Das Regiment Rall geriet nach diesem Gefecht in großen Teilen in Gefangenschaft und wurde nach Pennsylvania entsandt, um bis zum Kriegsende auf Farmen zu arbeiten. Die Jägeroffiziere Johann Ewald und von Wreden wurden wegen ihrer Leistungen bei der Schlacht von Brandywine mit dem Orden Pour la vertu militaire ausgezeichnet. Ewald führte ein Tagebuch, in dem er seine Erlebnisse schilderte, Taktiken analysierte und so ein genaues Bild des Kriegsverlaufs aus hessischer Sicht lieferte. Der Schriftsteller Johann Gottfried Seume schildert seine Erfahrungen als hessischer Soldat in Kanada in der 1813 erschienenen Autobiographie Mein Leben.

#### Eingesetzte Truppenteile
- Füsilier-Regiment von Lossberg – (No. 2)[12]
- Füsilier-Regiment von Knyphausen Wilhelm zu Innhausen und Knyphausen – (No. 3)
- Musketier-Regiment von Donop – (No. 4)
- Musketier-Regiment von Wutginau (ab 1777 Regiment Landgraf) – (No. 5)
- Leib-Infanterie-Regiment – (No. 7)
- Musketier-Regiment von Trümbach (ab 1779 Carl von Bose) – (No. 8)
- Musketier-Regiment Prinz Carl – (No. 9)
- Füsilier-Regiment von Ditfurth – (No. 10)
- Musketier-Regiment von Mirbach (ab 1780 Jung von Lossburg) – (No. 11)
- Füsilier-Regiment Erbprinz (ab 1780 Musketier-Regiment Prinz Friedrich) – (No. 12)
- Grenadier-Regiment von Rall (ab 1777 Wolfgang Friedrich von Wöllwarth; ab 1778 von Karl Levin von Trümbach; ab 1779 Louis d’Angelelli) – (No. 14)
- Zusammengeführte Grenadierbataillone (aus Grenadier-Kompanien mehrerer Füsilier- und Musketier-Regimenter):
  - 1. Grenadier-Bataillon von Linsing
  - 2. Grenadier-Bataillon von Block (später von Lengerke)
  - 3. Grenadier-Bataillon von Minnigerode (später von Löwenstein)
  - 4. Grenadier-Bataillon von Köhler (später von Graf von Platte)
- Garnisons-Regiment von Bünau
- Garnisons-Regiment von Huyn (später von Benning)
- Garnisons-Regiment von Stein (später von Seitz; von Porbeck)
- Garnisons-Regiment von Wissenbach (später von Knoblauch)
- Jäger-Corps Hessen-Kassel
- Artillerie-Corps Hessen-Kassel

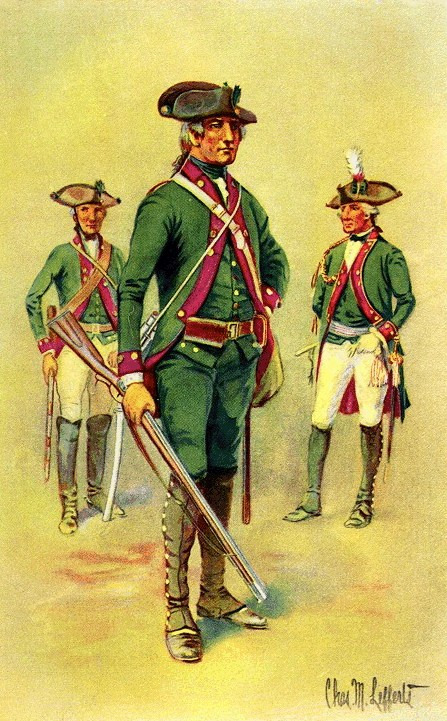
Jäger aus Hessen-Kassel, 1776–1783
Hessischer Grenadier des Regiments Rall, 1776 (links) und Grenadier des Regiments von Specht, Braunschweig-Wolfenbüttel, 1777
Hessischer Grenadier des Regiments Rall (links) und des Regiments Alt-Lossberg, 1776
Hessischer Füsilier des Regiments Erbprinz, 1776

### Hessen-Hanau
Hessen-Hanau war ein unabhängiges Fürstentum in Hessen, regiert durch den Protestanten Wilhelm IX., Graf von Hanau, den ältesten Sohn des katholischen Regenten Friedrich II. von Hessen-Kassel. Als Wilhelm IX. vom Ausgang der Schlacht von Bunker Hill im Jahre 1775 Kenntnis erhielt, diente er seinem Cousin, dem britischen König Georg ein Regiment für den Krieg in Nordamerika an. Während des Krieges entsandte Hanau 2.422 Soldaten und Freikorps-Mitglieder nach Amerika, und hatte bei Kriegsende 981 Gefallene zu beklagen. Oberst Wilhelm Rudolph von Gall (1734–1799) war ein bekannter Offizier aus Hessen-Hanau, er kommandierte ein Regiment Hanauer unter dem Oberbefehl von General John Burgoyne. Unter den nach Nordamerika entsandten Einheiten befanden sich ein Infanterie-Bataillon, ein Jäger-Bataillon, eine Artillerie-Kompanie und eine nicht reguläre Einheit, das Freikorps-Bataillon Janecke.

#### Eingesetzte Truppenteile
- Regiment Erbprinz von Hessen-Hanau
- Jäger-Corps von Creuzburg
- Artillerie-Kompanie Pausch
- Freicorps-Bataillon Janecke

### Braunschweig-Wolfenbüttel

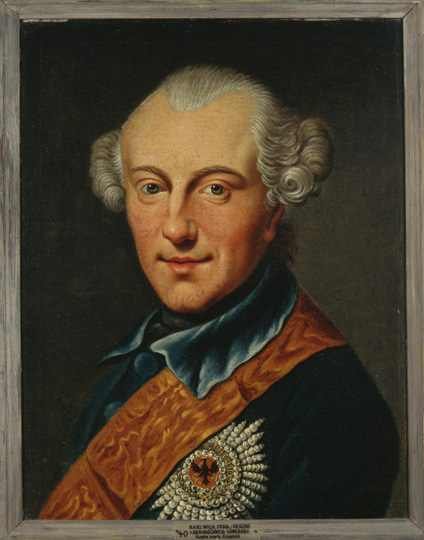
Herzog Karl II. Wilhelm Ferdinand von Braunschweig-Lüneburg, Kopie nach Ziesenis, um 1780, Gleimhaus Halberstadt

Braunschweig-Lüneburg war bis 1804 ein in mehrere Teilfürstentümer aufgeteiltes Herzogtum, bis 1773 regiert von Herzog Karl I. von Braunschweig-Wolfenbüttel. Sein Sohn und Thronfolger Karl Wilhelm Ferdinand war mit der ältesten Schwester des britischen Königs Georg III., Prinzessin Augusta von Hannover, verheiratet.
Im Jahre 1775 bot Karl II. seinem Schwager König Georg III. militärische Hilfe zur Niederschlagung der Rebellion in den amerikanischen Kolonien an.
Am 9. Januar 1776 wurde ein entsprechender Vertrag unterzeichnet. Braunschweig war somit der erste deutsche Kleinstaat, der Großbritannien im Amerikanischen Unabhängigkeitskrieg unterstützte. Braunschweig entsandte ein Kontingent von 4.000 Soldaten: vier Infanterie-Regimenter, ein Grenadier-Bataillon, ein Regiment Dragoner und ein Bataillon leichter Infanterie. Der Vertrag mit den Braunschweigern sah vor, dass die Truppen ihren Sold in deutschen Talern gezahlt bekommen, inklusive zwei Monaten Extrabezahlung. Dafür mussten alle Braunschweiger Truppen einen Eid auf den britischen König ablegen.
Unter den Braunschweiger Soldaten befand sich auch ein Kavallerie-Regiment zu 350 Dragonern. Diese ließen jedoch ihre Pferde in Europa zurück, da man der Meinung war, es gäbe in Amerika Remonten in ausreichender Zahl. Durch diese Fehleinschätzung der Verhältnisse vor Ort mussten die Dragoner zu Fuß am Krieg teilnehmen. Die Braunschweiger Truppen wurden von General Friedrich Adolf Riedesel kommandiert. Seine Soldaten stellten den Hauptteil der deutschen Truppen unter dem Kommando von General John Burgoyne, während der Saratoga-Kampagne im Jahre 1777, und wurden generell in Amerika als „Brunswickers“ bezeichnet. Kombinierte Einheiten aus Braunschweig und Hessen-Hanau stellten knapp die Hälfte der Soldaten von Burgoynes Armee, zudem waren die „Brunswickers“ für ihre gute Ausbildung bekannt. General Riedesels Frau, Friederike, folgte ihrem Mann mit den gemeinsamen Kindern nach Amerika und schrieb dort ihre Erlebnisse auf. Zusammen mit dem erhaltenen Briefwechsel des Ehepaares stellen die Tagebücher eine wichtige zeitgenössische Informationsquelle für den Saratoga-Feldzug dar. Nach der Kapitulation Burgoynes wurden 2.431 überlebende Braunschweiger mit der Convention Army bis zum Ende des Krieges interniert und durften „auf Ehrenwort“ nicht mehr am Krieg teilnehmen.
Braunschweig entsandte im Verlauf des Konfliktes insgesamt 5.723 Soldaten nach Nordamerika, wobei 3.015 im Herbst 1783 nicht mehr nach Europa zurückkehrten. Einige starben auf dem Schlachtfeld oder fielen Krankheiten zum Opfer. Andere desertierten, besonders als sie mit der Convention Army zweimal durch Pennsylvania marschierten, was von vielen deutschstämmigen Siedlern bewohnt war. Als der Krieg beendet war, erhielten diese Deserteure sowohl von ihren Offizieren als auch vom amerikanischen Kongress die Erlaubnis, sich dort niederzulassen.
Durch die vertragliche Regelung, dass der Herzog von Braunschweig für jeden in Amerika gefallenen Soldaten eine Kompensationszahlung von den Briten erhalten solle, hatte dieser ein Interesse daran, Fahnenflüchtige als Gefallene auszuweisen. Obendrein offerierte der Herzog von Braunschweig jedem in Amerika verbleibenden oder dorthin zurückkehrenden Soldaten eine Prämie von 6 monatlichen Soldzahlungen.

#### Eingesetzte Truppenteile
- Dragoner-Regiment Herzog Ludwig
- Grenadier-Bataillon Breymann
- Leichtes Infanterie-Bataillon von Barner mit Jäger-Kompanie
- Infanterieregiment Riedesel
- Infanterieregiment Specht
- Leibregiment Infanterie 1783 Prinz Friedrich
- Infanterieregiment von Rhetz (August Wilhelm von Rhetz)

### Ansbach-Bayreuth
Die Fürstentümer Ansbach und Bayreuth, seit 1769 vom Ansbacher Markgrafen Alexander in Personalunion regiert, entsandten zwei Infanterie-Bataillone, eine Kompanie Jäger und eine Artillerie-Batterie nach Nordamerika, insgesamt 1644 Mann. Auf dem Weg von Franken zur Einschiffung nach Dordrecht kam es am 10./11. März 1777 im Hochstift Würzburg bei Ochsenfurt zur offenen Meuterei. Die Soldaten wurden auf Transportkähne verladen, um auf dem Main flussabwärts Richtung Rhein gefahren zu werden. Der Fürstbischof von Würzburg, Adam Friedrich von Seinsheim, verweigerte jedoch die Weiterfahrt, indem er die Mainbrücken in seinem Hoheitsgebiet nicht öffnen ließ. Am Morgen des 8. März 1777 schwammen, trotz der von Offizieren geäußerten Bedenken, einige Männer ans Flussufer und landeten die bereits auf dem Main befindlichen Transportschiffe an. Nachdem die ersten Soldaten die Gelegenheit zum Desertieren nutzten, wurden Jäger als Wachen aufgestellt, die zunächst Warnschüsse abgaben. Das Feuer wurde von den Meuterern erwidert, es folgte ein zweistündiger Schusswechsel mit der Jägerkompanie und der ansbachischen Grenadierkompanie. Der Markgraf von Ansbach wurde umgehend über den Ausbruch der Unruhen informiert und reagierte sofort. Er ritt noch in der Nacht nach Ochsenfurt zum Ort des Geschehens, beendete den Aufstand und zwang die Meuterer mit materiellen Versprechen zur Weiterfahrt auf dem Main. Ohne Erlaubnis des Fürstbischofs ließ er die Brücken öffnen und begleitete den Transport der Soldaten bis nach Mainz.
Am 4. Juni betraten die Franken bei Staten Island amerikanischen Boden. Da während des Krieges Verstärkung angefordert wurde und der Verlust von 461 Mann ausgeglichen werden musste, zählte man am Ende des Konfliktes zusammen 2353 Soldaten aus Ansbach-Bayreuth. Diese Truppen wurden in die britische Armee von General Howe in New York integriert und nahmen am nördlichen Feldzug teil. Ansbach-Bayreuther Soldaten waren unter dem Oberkommando von General Cornwallis auch an der Schlacht von Yorktown mit ca. 116 Mann beteiligt.
Markgraf Alexander war zu Beginn des Amerikanischen Unabhängigkeitskrieges hoch verschuldet. Durch die Vermietung seiner Soldaten an das britische Empire konnte er mehr als 100.000 £ einnehmen. 1791, nur sechs Jahre nach Ende des Krieges, verkaufte er sein Land an Preußen und lebte mit preußischen Pensionszahlungen für den Rest seines Lebens in Großbritannien.

#### Eingesetzte Truppenteile
- Infanterieregiment Ansbach (Regimentschef: 1777 Friedrich Ludwig Albrecht von Eyb – 1778 August Valentin von Voit)
- Infanterieregiment Bayreuth (Regimentschef: 1778 Johann Heinrich Christian Franz von Seyboth)
- Jäger-Kompanie Anspach von 1782
- Artillerie-Kompanie Ansbach

### Waldeck-Pyrmont
Das Fürstentum Waldeck schloss bereits am 25. April 1775 mit der britischen Krone in London einen Vertrag zur militärischen Unterstützung, eine Woche bevor es zu den ersten Gefechten des Unabhängigkeitskrieges in Lexington und Concord gekommen war. Prinz Friedrich Karl August von Waldeck-Pyrmont stellte gegen Bezahlung drei Regimenter für den Kampf in Amerika zur Verfügung. Das erste Regiment, bestehend aus 684 Soldaten und Offizieren, segelte im Juli 1776 von Portsmouth nach Amerika und nahm an den Kämpfen des nördlichen Feldzuges teil. Während des Feldzuges erbeutete das Waldecker Regiment Weine und Spirituosen aus dem persönlichen Besitz des amerikanischen Generals Charles Lee. Dieser beschwerte sich beim britischen Oberkommandeur General Howe, der daraufhin die Vernichtung der Beute anordnete.
Die Waldecker Truppen wurden in den hessen-kasselschen Verband unter dem Oberbefehl des Generals Wilhelm von Knyphausen integriert. Waldeck schickte insgesamt 1.225 Soldaten auf den amerikanischen Kriegsschauplatz und hatte bei Kriegsende den Verlust von 720 Mann zu beklagen.

#### Eingesetzter Truppenteil
- Waldecker 3. Infanterieregiment

### Kurfürstentum Braunschweig-Lüneburg
Da der britische König Georg III. auch gleichzeitig Kurfürst von Braunschweig-Lüneburg ("Kur-Hannover") war, wurden fünf Bataillone hannoverscher Truppen nach Gibraltar entsandt. Die Truppen des deutschen Mittelstaates ersetzten die dort stationierten britischen Truppen, welche anschließend nach Amerika abkommandiert wurden. Dies wurde nicht direkt von König Georg angeordnet, war aber Bestandteil einer vertraglichen Vereinbarung zwischen dem britischen Parlament und dem deutschen Kurfürstentum. Vereinbart wurde, dass Großbritannien alle Kosten des Krieges zu tragen – und darüber hinaus für den Schutz der deutschen Alliierten zu sorgen habe.

### Anhalt-Zerbst
Der Regent des Fürstentums Anhalt-Zerbst, Prinz Friedrich August unterzeichnete 1777 einen Subsidienvertrag mit Großbritannien und verpflichtete sich gegen Bezahlung zur Entsendung von 1.160 Soldaten. Ein Regiment mit zwei Bataillonen wurde innerhalb einer Fünfmonatsfrist aufgestellt, wobei 900 neue Rekruten gewonnen werden mussten. Ein Bataillon mit 600 bis 700 Männern wurde im Mai 1778 nach Québec zum Schutz der Stadt abkommandiert. Das andere Bataillon bestand aus ca. 500 sogenannten Panduren, welche aus den slawischen Landesteilen von Österreich-Ungarn rekrutiert wurden. Diese wurden ab 1780 in der britisch besetzten Stadt New York stationiert. Es ist bis heute umstritten, ob die leichte Infanterie der Panduren als „regulärer“ oder „irregulärer“ Truppenteil klassifiziert werden soll.

#### Eingesetzte Truppenteile
- Rauschenplatt-Infanterie (1777 Johann von Rauschenplatt, 1782 Georg Heinrich von Rauschenplatt)
- Jäger-Kompanie Nuppenau
- Artillerie-Kompanie Anhalt-Zerbst

## Amerikanische Reaktionen
Die amerikanischen Kolonisten werteten den Einsatz angemieteter deutscher Truppen in Nordamerika als Verrat durch den britischen König. Einige Mitglieder des Kongresses drohten mit der Erklärung der Unabhängigkeit, wenn König George deutsche Soldaten für den Konflikt einsetzen würde. Die Anmietung deutscher Truppen lieferte der amerikanischen Seite ausreichend Argumente für die Kriegspropaganda. Die regulären deutschen Soldaten wurden abschätzig als „Söldner“ (mercenaries) bezeichnet und als solche auch in der Amerikanischen Unabhängigkeitserklärung erwähnt:

He is at this time transporting large Armies of foreign Mercenaries to compleat the works of death, desolation and tyranny, already begun with circumstances of Cruelty & perfidy scarcely paralleled in the most barbarous ages, and totally unworthy the Head of a civilized nation.

Die amerikanische Seite nutzte Propaganda oftmals auch dazu, die Moral der deutschen Subsidiensoldaten zu untergraben. Sie versuchten, die Soldaten zum Desertieren zu bewegen und sich der zahlreichen deutsch-amerikanischen Bevölkerung anzuschließen. So wurde z. B. jedem Fahnenflüchtigen 50 acres (20 Hektar) Land versprochen. Die im August 1777 verfasste, satirische Schrift „The Sale of the Hessians“ („Der Verkauf der Hessen“), behauptete, dass die hessischen Kommandeure ein Interesse daran hätten, mehr Gefallene in eigenen Reihen zu haben, da sie dann besser entlohnt würden. Als Autor wird Benjamin Franklin vermutet, einen endgültigen Beweis dafür gibt es jedoch bis heute nicht.
Weiter litt der Ruf der deutschen Subsidiensoldaten bei der amerikanischen Zivilbevölkerung unter der damals bei europäischen Soldaten üblichen Praxis der Beschlagnahmung, Zwangseinquartierung und Plünderung. Oftmals wurde den europäischen Soldaten der Sold nur abzüglich des Verpflegungsgeldes ausgezahlt. Da aber die Verpflegung nicht immer garantiert werden konnte, mussten sich die Soldaten über zum Teil lange Zeiträume selbst verpflegen. Zudem wurde das europäische Geld von den amerikanischen Kolonisten meist nicht akzeptiert. Auch wurden manche Soldaten von ihren Frauen und Kindern begleitet, die mit ihnen von Schlachtfeld zu Schlachtfeld zogen, oder in der Garnisonsstadt zurückblieben und dort versorgt werden mussten.

## Kriegsbeteiligung deutschstämmiger Kolonisten und Unterstützung der Kontinentalarmee durch deutsche Militärs
Immigranten aus deutschen Staaten begannen schon kurz nach der Gründung von Jamestown durch britische Kolonisten nach Nordamerika einzuwandern. Deutsche Siedler errichteten 1690 die erste Papiermühle auf dem Kontinent und die Bibel wurde in Amerika zuerst in deutscher – und erst später in englischer Sprache gedruckt. Mitte des 18. Jahrhunderts sprachen ungefähr 10 % der amerikanischen Siedler Deutsch. Während des Franzosen- und Indianerkrieges rekrutierte Großbritannien in Nordamerika für das Royal American Regiment grundsätzlich nur deutschstämmige Siedler. Das Regiment wurde später vom britischen General Howe kommandiert. Eine bemerkenswert große Anzahl deutschstämmiger Einwohner befand sich während des Krieges in der Stadt New York.

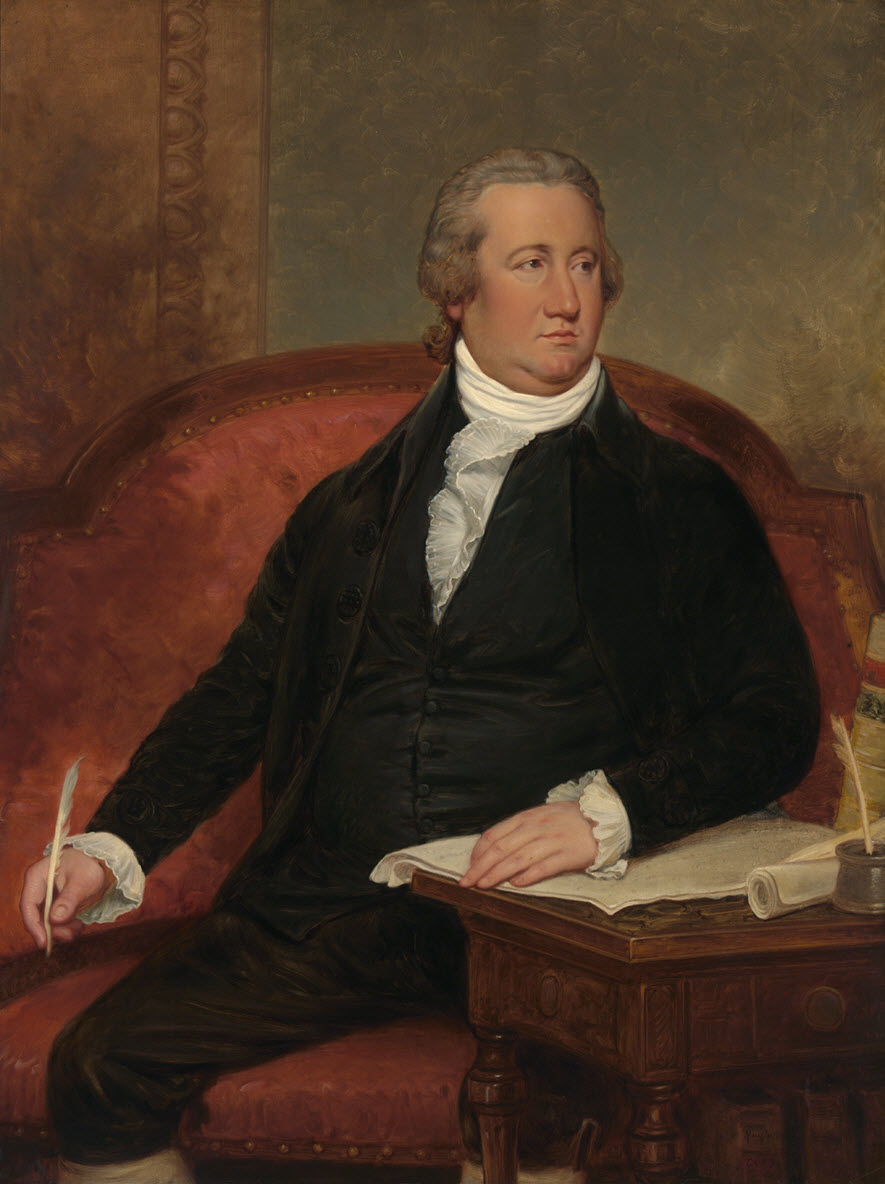
Frederick Muhlenberg, Erster Sprecher des Repräsentantenhauses, war der Sohn eines deutschstämmigen Siedlers

Wie auch andere ethnische Gruppen in der britischen Kolonie waren auch die deutschsprechenden Kolonisten in zwei Lager gespalten. Die einen unterstützten als Patrioten die amerikanische Seite, das andere Lager sympathisierte als Loyalisten mit der britischen Krone. Deutsche Loyalisten kämpften während des Unabhängigkeitskrieges in den lokalen Milizeneinheiten der 13 Kolonien. Im Verlauf des Unabhängigkeitskrieges kehrten einige als Exilanten wieder in ihre deutschen Ursprungsländer zurück.

### Deutschstämmige Kolonisten in der Kontinentalarmee
Auf amerikanischer Seite wurden in den 13 britischen Kolonien in Nordamerika deutsche Regimenter aufgestellt oder die Reihen der lokalen Milizen mit Deutsch-Amerikanern aufgefüllt. So stellten z. B. deutsche Siedler in Charleston (South Carolina) 1775 eine Füsilier-Kompanie auf oder dienten unter General Anthony Wayne in Georgia.
Am bekanntesten wurde der umfangreiche Einsatz deutschstämmiger Kolonisten auf amerikanischer Seite in Pennsylvania. Die Gründe dafür lagen zum einen in den günstigen Einwanderungsbedingungen für Immigranten in dieser Kolonie, zum anderen standen die eingewanderten Deutschen im Kontrast zu dem großen und pazifistisch eingestellten Bevölkerungsanteil der Quäker, welche jeglichen Kriegseinsatz ablehnten. Die Brüder Peter und Frederick Muhlenberg waren zum Beispiel Pennsylvanier der ersten Generation. Deutsch-Amerikaner aus Pennsylvania wurden im amerikanischen Provost-Korps für militärpolizeiliche Aufgaben eingesetzt. Das Korps wurde von Captain Bartholomew von Heer kommandiert, einem preußischen Offizier, der bereits vor Kriegsbeginn nach Reading (Berks County, Pennsylvania) eingewandert war.
Am 27. Juni 1776 beschloss der Zweite Kontinentalkongress, ein Deutsches Regiment aufzustellen und in die Kontinentale Armee einzugliedern. Das Regiment bestand zunächst aus acht Kompanien, vier aus Maryland, und vier weitere aus Pennsylvania. Später kam eine fünfte Kompanie aus Pennsylvania hinzu. Nicholas Haussegger, ein Major unter General Anthony Wayne, wurde zum Colonel und Regimentskommandeur befördert. Das Regiment kämpfte u. a. in den Schlachten von Trenton und Princeton sowie in den Kampagnen gegen die Indianer, die auf britischer Seite kämpften. Das Regiment wurde am 1. Januar 1781 wieder aufgelöst.

### „Deutsches“ Fremdenregiment Royal Deux-Ponts und deutsche Militärs als Unterstützer der Kontinentalarmee

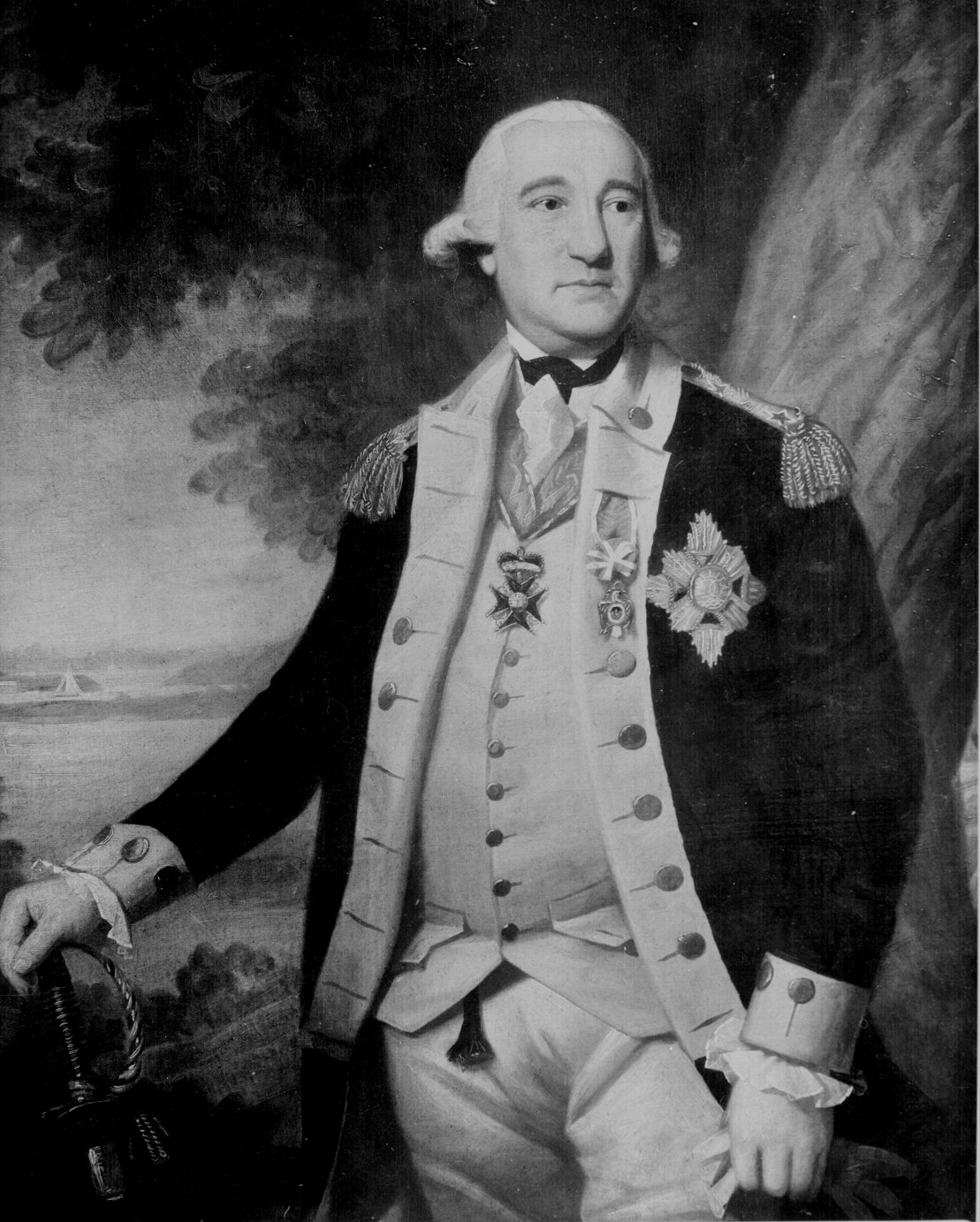
Friedrich Wilhelm von Steuben, Generalinspekteur der Kontinentalarmee und preußischer Offizier

Um die amerikanische Seite zu unterstützen, kamen auch Deutsche aus anderen europäischen Staaten nach Nordamerika, so z. B. der französische Offizier Johann de Kalb, ein gebürtiger Bayer, der in der Kontinentalarmee im Generalsrang diente.
Vor allem dienten deutsche Offiziere und Soldaten im offiziell als „deutsch“ bezeichneten französischen Fremdenregiment „Royal Deux-Ponts“ (auch Zweibrücken genannt), welches sehr erfolgreich in Nordamerika kämpfte und schließlich entscheidend zur Kapitulation der Briten in Yorktown beitrug.
Andere Deutsche kamen, um ihre militärischen und politischen Fähigkeiten zur Verfügung zu stellen. Baron Friedrich Wilhelm von Woedtke, zum Beispiel, war ein preußischer Offizier, dem im frühen Stadium des Krieges die Leitung einer Kongresskommission übertragen wurde. Baron von Woedtke verstarb bereits 1776 in New York. Der Deutsch-Balte Gustave Rosenthal aus Estland wurde Offizier in der Kontinentalarmee, musste aber nach einem Duell das Land verlassen und kehrte nach Kriegsende in seine Heimat zurück. Andere Deutsche, wie zum Beispiel David Ziegler, blieben in den neugegründeten Vereinigten Staaten von Amerika und wurden Bürger des Staates, für den sie gekämpft hatten.
Der bekannteste Deutsche im Amerikanischen Unabhängigkeitskrieg war der Preuße Friedrich Wilhelm von Steuben, der auf eigene Faust über Frankreich nach Amerika kam. Er brachte seine militärischen Fähigkeiten, die er als preußischer Offizier erworben hatte, in die Kontinentalarmee ein. Als Generalinspekteur schrieb er das erste Drillhandbuch für die amerikanische Armee und sorgte für eine zeitgemäße militärische Ausbildung der kontinentalen Truppen. Der traditionsreiche deutsch-amerikanische Umzug in New York wurde zu seinen Ehren Steubenparade benannt.
Von Steubens Heimatland Preußen trat der Koalition der bewaffneten Neutralität bei und Friedrich der Große unterstützte besonders in den Anfangsjahren des Krieges die amerikanische Seite. Er war daran interessiert, unter Umgehung der Briten direkte Handelsbeziehungen mit den amerikanischen Kolonien zu unterhalten. Er erlaubte amerikanischen Agenten, Waffen in Preußen zu kaufen. Friedrich rechnete mit einem amerikanischen Erfolg und versprach, die Vereinigten Staaten und ihre Diplomaten anzuerkennen, sobald Frankreich dies auch tun würde. Preußen behinderte britische Anwerbeversuche in Russland und in den deutschen Staaten nach Kräften. Friedrich untersagte jegliche Rekrutierung für den amerikanischen Kriegsschauplatz in seinem Herrschaftsbereich. Den Subsidientruppen von Anhalt-Zerbst wurde verboten, durch preußisches Staatsgebiet zu marschieren. Das verzögerte die Ankunft der Verstärkung für die britische Armee unter General Howe, die man zur Bekämpfung von Washingtons Armee im Winterlager von Valley Forge angefordert hatte.
Als der Bayerische Erbfolgekrieg ausbrach, änderte sich Preußens Einstellung gegenüber der britischen Krone. Amerikanischen Schiffen wurde verboten, preußische Häfen anzulaufen, und Friedrich verweigerte bis zum Frieden von Paris im Jahre 1783 die Anerkennung der Vereinigten Staaten von Amerika. Nach dem Krieg vertrat Friedrich der Große die Meinung, die Vereinigten Staaten seien zu groß, um als Republik zu funktionieren, und empfahl, mit eigenen Vertretern im Parlament in das britische Empire zurückzukehren.

## Nach dem Krieg
Nachdem der Krieg 1783 beendet war, kehrten 17.313 deutsche Soldaten mit britischen Truppentransportern nach Europa und anschließend wieder in ihre Heimatländer zurück. Von den 12.526 Männern, die nicht zurückkehrten, waren ca. 7.700 gestorben. Ungefähr 1.200 waren bei Kampfhandlungen gefallen. Von 6.354 Männern starben die meisten an Krankheiten und einige bei Unfällen. Ungefähr 5.000 Mann blieben in Nordamerika und ließen sich in den neugegründeten Vereinigten Staaten oder in Kanada nieder. Manche mussten auch zurückbleiben, da ihnen ihre Kommandeure die Rückkehr wegen Krankheit oder krimineller Taten verweigerten. Die meisten integrierten sich jedoch in die Bevölkerung, heirateten und lebten als Landwirte oder Handwerker.
Nach dem Krieg hatte für die deutschen Kleinstaaten die Verkleinerung ihrer Armeen aus Kostengründen oberste Priorität. Landesfremde Soldaten wurden in der Regel mit mehrfachen Soldzahlungen abgefunden, landeseigene Soldaten in großer Zahl ehrenvoll entlassen. Ganze Kompanien wurden aufgelöst, da sie nicht mehr benötigt wurden. Die in den Schlachten und Gefechten in Nordamerika gesammelten militärischen Erfahrungen blieben jedoch erhalten und wurden noch in den Napoleonischen Kriegen angewandt.

## Die „Hessen“ in der US-Popkultur
- Im Jahr 1819 wurde Washington Irvings Buch „The Sketch Book“ veröffentlicht, was verschiedene Geschichten und Essays enthält. Eine der Geschichten, „The Legend of Sleepy Hollow“, handelt von einer Figur namens „The Headless Horseman“ (Der kopflose Reiter). Diese Figur wurde von Irving als der Geist eines hessischen Soldaten beschrieben, der in einem der namenlosen Gefechte des Unabhängigkeitskrieges durch eine Kanonenkugel seinen Kopf verloren habe. Die Figur wird an anderer Stelle der Erzählung auch „the galloping Hessian“ (sinngemäß: der hessische Meldereiter) genannt.
- Der Horrorfilm Sleepy Hollow basiert auf Irvings Geschichte „The Legend of Sleepy Hollow“. Unter der Regie von Tim Burton spielten die Schauspieler Johnny Depp und Christina Ricci die Hauptrollen des Ichabod Crane und der Katrina Van Tassel. Den „kopflosen Hessen“ verkörperte der Schauspieler Christopher Walken.
- Im Jahr 1909 entstand unter der Regie von D. W. Griffith, der auch am Drehbuch mitgeschrieben hatte, der Kurzfilm The Hessian Renegades (sinngemäß: Die hessischen Abtrünnigen). In dem Film wird eine Gruppe „Hessen“ als brutale Söldner dargestellt, die in den Anfangsjahren des Amerikanischen Unabhängigkeitskrieges einen amerikanischen Soldaten verfolgen.
- Im 1950 entstandenen Trickfilm „Bunker Hill Bunny“ der Looney Tunes äußert der unterlegene „Sam von Schmamm the Hessian“ den Satz: „I'm a Hessian without no aggression.“ (sinngemäß etwa: Ich bin ein Hesse ohne Aggressionen.).
- Im Computerspiel Age of Empires III: The War Chiefs, schlüpft der Spieler in die Rolle eines amerikanischen Soldaten, der zeitweise auch gegen hessische Soldaten kämpfen muss.
- Der Ausdruck „Hessian“ ist in den Vereinigten Staaten auch mit der Musikrichtung und Subkultur Metal verbunden.
- Im 2009 herausgegebenen Computerspiel „Empire: Total War“ kämpfen britische und hessische Linieninfanterie Seite an Seite.
- Auch in der US-Historienserie Turn: Washington’s Spies, die seit dem 6. April 2014 vom Sender AMC ausgestrahlt wird, kommen "hessische Soldaten" in britischen Diensten vor.

## Filmische Bearbeitung des Themas
- Der Winter, der ein Sommer war (BR Deutschland, 1976)
- Das große Abenteuer des Kaspar Schmeck (DDR, 1982)

### Primärliteratur
- Militär Reglement für die hessische Infanterie, Cassel 1767.
- Friedrich Wilhelm Strieder, Grundlagen zur Militär-Geschichte des Landgräflich Hessischen Corps, Cassel 1798.
- Johann Conrad Döhla, A Hessian Diary of the American Revolution, Hrsg. Bruce E. Burgoyne.
- Johann von Ewald: Diary of the American War. Übersetzt und ediert von Joseph P. Tustin. Yale University Press. 1979.
- Friederike von Riedesel: Die Berufsreise nach Amerika. Briefe und Berichte des Generals und der Generalin von Riedesel während des nordamerikanischen Kriegs in den Jahren 1776 bis 1783 geschrieben. Edition Corsar, Braunschweig 2006, ISBN 3-925320-00-8 (von Thomas Ostwald kommentierte Neuausgabe nach der Ausgabe Berlin 1801)
- Das Tagebuch des Wilhelm Philipp Ludwig Beuschel - Erlebnisse aus dem Amerikanischen Unabhängigkeitskrieg 1777–1783, herausgegeben von Horst Lochner und Marcus Mühlnikel, Bayreuth 2018, ISBN 978-3-9816862-1-0
- Baurmeister Journal

### Sekundärliteratur
- Rodney Atwood: The Hessians. Cambridge University Press, Cambridge 2002, ISBN 0-521-52637-X (englisch).
- Bobrick, Benson: Angel in the Whirlwind. The Triumph of the American Revolution. Simon & Schuster, New York 1997, ISBN 0-684-81060-3.
- Commager, Henry Steele, Richard B. Morris: The Spirit of Seventy-Six. The story of the American Revolution as told by its participants. Castle Books. HarperCollins Publishers, 1958, ISBN 0-7858-1463-9.
- Max von Eelking: Die deutschen Hülfstruppen im nordamerikanischen Befreiungskriege, 1776 bis 1783. (eingeschränkte Vorschau in der Google-Buchsuche).
- Max von Eelking: The German Allied Troops in the North American War of Independence, 1776–1783. Translated from German by J. G. Rosengarten. Joel Munsell's Sons, Albany, NY. 1893, LCCN 72-081186.
- Howard Fast: The Hessian. Wm. Morrow & Co., New York 1972 (dt.: Der Trommelknabe. Molden, Wien 1975; als Der Sohn der Söldner, Wien 1978).
- John Ferling: Almost a Miracle. The American Victory in the War of Independence. Oxford University Press, New York 2007, ISBN 978-0-19-518121-0.
- Huck, Stephan: Soldaten gegen Nordamerika: Lebenswelten Braunschweiger Subsidientruppen im amerikanischen Unabhängigkeitskrieg. Oldenbourg Wissenschaftsverlag, München 2011, ISBN 978-3-486-59742-4.
- Ketchum, Richard M.: Saratoga : Turning Point of America's Revolutionary War. Henry Holt and Company, Inc., New York 1997, ISBN 0-8050-4681-X.
- Edward J. Lowell: The Hessians and the other German Auxiliaries of Great Britain in the Revolutionary War. Harper & Brothers, Franklin Square, New York 1884, LCCN 2003-440991 (archive.org).
  - O. C. Freiherr von Verschuer Major s. D.: Die Hessen und die anderen deutschen Hilfstruppen im Kriege Gross-Britanniens gegen Amerika. 1902. (Deutsche Übersetzung. Internet Archive)
- Rosengarten, Joseph George: Frederick the Great and the United States. Harvard University, 1906.
- Rosengarten, Joseph George: The German Soldier in the Wars of the United States. J.B. Lippencott Company, Philadelphia 1886, ISBN 1-4286-5432-1.
- Smith, Clifford Neal: Brunswick Deserter-Immigrants of the American Revolution. Heritage House, Thomson, Illinois 1973.
- William L Stone, Hund, August, translators: Letters of Brunswick and Hessian Officers during the American Revolution. Joel Munsell's Sons, Publishers, 1891, ISBN 0-945726-84-8.
- Max von Eelking, (trans. by:William Stone): Memoirs, and letters and journals, of Major General Riedesel during his residence in America, Digitalisat
- Oskar Bezzel: The Ansbach-Bayreuth mercenaries in the North American war of independence, 1777–1873
- Erhard Städtler, Die Ansbach-Bayreuther Truppen im amerikanischen Unabhängigkeitskrieg 1777–1783
- Grete Weiskopf: Söldner ohne Sold. Ein Roman für die Jugend. 1948 (ab der 2. Auflage 1951 unter dem Titel Das große Abenteuer des Kaspar Schmeck)